# Hendrik-Jan Talsma
Hendrik Jan Jacobus Talsma (Rotterdam, 8 juli 1978) is een Nederlands officier van justitie en politicus namens de ChristenUnie. Sinds 6 april 2021 is hij lid van de Eerste Kamer.

## Biografie

### Jeugd en carrière
Talsma is de zoon van een predikant, die onder andere werkzaam was in Den Bommel, Harderwijk, Rijssen, Nijkerk en Putten. Hij ging van 1990 tot 1997 naar het Johannes Fontanus College in Barneveld, waar hij de HAVO en het VWO afrondde. Na de middelbare school studeerde hij Nederlands recht aan de Universiteit van Utrecht en hij ontving in 2001 de titel meester in de rechten.
Talsma begon zijn carrière als militair jurist bij de Koninklijke Marine en werd bij het Koninklijk Instituut voor de Marine opgeleid tot officier. Hij vertrok bij defensie in 2002 om rechterlijk ambtenaar in opleiding te worden bij Studiecentrum Rechtspleging, maar bleef reserve-officier in de rang van kapitein-luitenant. In 2007 begon hij voor het landelijk parket van het Openbaar Ministerie te werken, waar hij een coördinerend officier van justitie voor rijksrecherchezaken was. Talsma werd in mei 2021 naast zijn baan adviseur en onderzoeker voor overheidsadviesbureau Necker van Naem en begon daar integriteitsonderzoek te doen naar decentrale overheden. Hij stopte als officier van justitie toen hij in 2021 tot senator werd benoemd. In juli 2023 werd Talsma ombudsfunctionaris van de Nationale Politie – een functie die sinds 2020 bestond.
Talsma is ook sinds 2015 vrijwilliger voor het Rode Kruis en tussen 2016 en 2022 voorzitter van het College van Kerkrentmeesters van de Protestantse Kerk Den Haag.

### Politieke carrière
Talsma werd in 1996 lid van Reformatorische Politieke Federatie (RPF), die later in de ChristenUnie zou fuseren, en was tussen 1997 en 2000 vicevoorzitter bij de RPF-jongeren. Ook ondersteunde hij van 1999 tot 2001 de fractie van de RPF/GPV in de Utrechtse gemeenteraad. Talsma werd in 2002 voorzitter van de Haagse ChristenUnie. Hij bleef die rol uitoefenen tot 2008 en was daarnaast juridisch beleidsmedewerker van de Tweede Kamerfractie van de ChristenUnie in 2006 en 2007.
Talsma was de zevende kandidaat van de ChristenUnie bij de Eerste Kamerverkiezingen van 2015, toen zijn partij drie zetels won. Bij de verkiezingen voor de Senaat in 2019 werd één zetel meer behaald, maar Talsma's vijfde plaats op de kandidatenlijst was wederom niet voldoende om senator te worden. Na het vertrek van Mirjam Bikker vanwege haar verkiezing tot de Tweede Kamer werd hij benoemd tot lid van de Eerste Kamer en op 6 april 2021 beëdigd. Talsma is lid van de commissie voor Binnenlandse Zaken en de Hoge Colleges van Staat / Algemene Zaken en Huis van de Koning, voor Immigratie & Asiel / JBZ-Raad en voor Justitie en Veiligheid.
Hij werd in 2023 herkozen als de tweede kandidaat van de ChristenUnie. De partij behaalde drie zetels.

## Persoonlijk
Talsma is getrouwd en heeft drie kinderen.

## Onderscheidingen
- Inhuldigingsmedaille 2013 (26 juni 2014)[2]
- Onderscheidingsteken voor Langdurige Dienst als officier (6 december 2016)[2]

Eric Holterhues · Tineke Huizinga · Hendrik-Jan Talsma
- Parlement.com: vlh4g3yg11qh